# Раунд-Лоуф

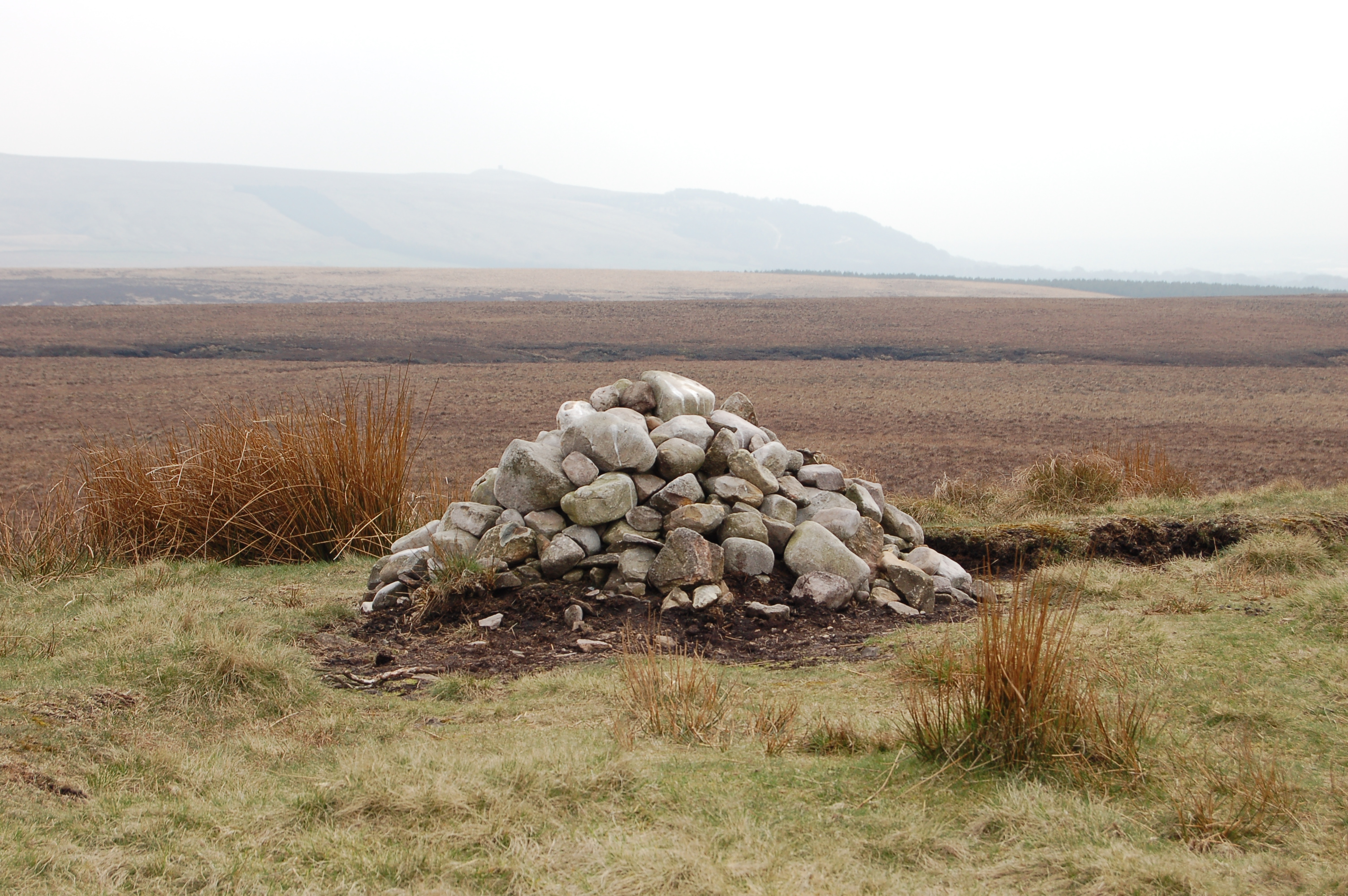
Каирн Раунд-Лоуф

Раунд-Лоуф, англ. Round Loaf, букв. «круглая буханка» — круглый курган эпохи неолита или бронзового века. Находится на Восточных Пенинских болотах в графстве Ланкашир, Великобритания. Датируется примерно 3500 г. до н. э. Раскопки до настоящего времени не проводились. В то же время, на кургане видны следы проникновения вандалов, в результате чего могли быть уничтожены важные артефакты.